# Henry Walter Bates

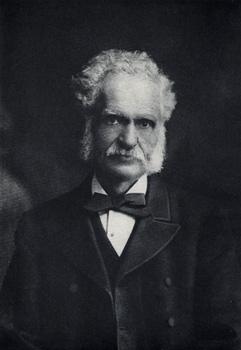
Henry Walter Bates

Henry Walter Bates (8 de febrer de 1825 - 16 de febrer de 1892) va ser un naturalista i explorador anglès famós per la seva expedició a l'Amazones amb l'Alfred Russel Wallace el 1848.
Wallace va tornar el 1852, però va perdre la seva col·lecció en un naufragi. Quan en Bates va tornar a casa set anys més tard (el 1859) portava amb ell més de 14.000 espècimens (fonamentalment insectes) dels quals 8.000 eren desconeguts per la ciència.
Bates va néixer a Leicester i als tretze anys va començar a treballar aprenent de calceter. En el seu temps lliure estudiava i col·leccionava insectes del bosc de Charnwood. El 1843 li van publicar un article breu sobre escarabats a la revista Zoologist Magazine. Es va fer amic de Wallace, qui també era molt afeccionat a l'entomologia i, després de llegir el llibre de William H. Edwards sobre la seva expedició a l'Amazones, van decidir visitar la regió pel seu compte.
El 1863 publicà The Naturalist on the River Amazons que igual que d'altres relats de naturalistes viatgers com Belt o Muller influeix en els contemporanis de Darwin i el desenvolupament de noves disciplines com la mirmecologia.
Des de 1864 va treballar com a sots-secretari de la Royal Geographical Society. Va morir de bronquitis.